# Gonatium nipponicum
Gonatium nipponicum là một loài nhện trong họ Linyphiidae. Loài này được phát hiện ở Nga và Nhật Bản.